# Toronto Football Club
O Toronto Football Club, normalmente abreviado para Toronto FC, é um clube canadense de futebol sediado em Toronto, Ontário. Desde 2007, o clube compete a Conferência Leste da Major League Soccer. A equipe joga seus jogos no BMO Field, localizado no Exhibition Place, na costa de Toronto. O clube foi a primeira franquia canadense da liga.
A equipe é treinada por Greg Vanney e operada pela Maple Leaf Sports & Entertainment, que também opera a equipe afiliada do USL League One, Toronto FC II, o Toronto Maple Leafs, o Toronto Raptors, o Toronto Argonauts e outras equipes.
Em 2017, o Toronto FC conquistou a Tríplice coroa com a MLS Cup, o Supporters Shield e o Canadian Championship. Toronto FC é heptacampeão do Campeonato Canadense e foi vice-campeão da Liga dos Campeões da CONCACAF de 2018.

## História
O Toronto FC foi fundado em 2006 e foi o primeiro time canadense da MLS com um estádio específico para futebol. Para técnico foi contratado o ex-jogador e astro da Seleção da Escócia, Mo Johnston. No seu plantel, para o qual foram contratados jogadores experientes, os nomes mais conhecidos são o brasileiro Paulo Nagamura que, anteriormente, jogava no Los Angeles Galaxy, o goleiro canadense Greg Sutton, que já jogou no Chicago Fire e o estadunidense Alecko Eskandarian, que jogava no DC United.

### Primeira temporada - 2007
O Toronto FC estreou de forma oficial, em 7 de abril de 2007, na MLS, mas não foi feliz: perdeu, fora de casa, para o Chivas USA por 2x0. Em 15/04/2007. A equipe perde novamente fora de casa, para o New England Revolution por 4x0. Em 25/04/2007, nova derrota, desta vez para o Kansas City Wizards, por 3x0. Em 28 de abril, finalmente fez sua estreia no seu estádio, o BMO Field, jogando novamente contra o Kansas City Wizards, mas novamente é derrotado, desta vez por 1x0. Em 4 de maio, perde um de seus principais jogadores, Paulo Nagamura, que se transferiu para o Chivas USA. Em 7 de maio, anuncia oficialmente os dois primeiros amistosos internacionais de sua história contra o SL Benfica, de Portugal, e o Aston Villa FC, da Inglaterra. Os jogos foram, respectivamente em 23 de maio (empate em 0x0) e 25 de maio. Em 12 de maio, finalmente veio a redenção: não só o time conseguiu marcar o primeiro gol de sua história - marcado pelo britânico Danny Dichio aos 24 minutos do primeiro tempo - como também obteve sua primeira vitória. E essa vitória foi contra o Chicago Fire, um dos favoritos ao título. Os estadunidenses Kevin Goldthwaite e Maurice Edu também marcaram para o Toronto FC, enquanto Chris Rolfe descontou para o Chicago Fire. Placar final: Toronto FC 3x1 Chicago Fire. Delírio para a torcida canadense que, novamente, lotou o estádio BMO Field. O Toronto FC terminou sua primeira temporada com um cartel de 6 vitórias, 7 empates, 17 derrotas; 25 gols a favor e 49 contra (saldo negativo de 24 gols). Danny Dichio foi o artilheiro da equipe com 6 gols. Essa primeira temporada foi considerada positiva, principalmente levando-se em conta a pouca tradição do Canadá no futebol.

### Segunda temporada - 2008
Em nota oficial, o Toronto FC anunciou que irá iniciar sua segunda temporada na MLS em 19 de abril de 2008, em sua casa, o BMO Field, contra o Real Salt Lake. O técnico Mo Johnston foi chamado para ser o gerente geral e diretor de futebol da equipe e em seu lugar foi contratado o inglês John Carver, um veterano da liga inglesa. E, novamente, em seu primeiro jogo da temporada, em 29 de março, não foi feliz e perdeu para o Columbus Crew por 2x0. Participou do Campeonato Canadense de Futebol, competição cujo campeão será o representante canadense na Liga dos Campeões da CONCACAF  e foi vice-campeão.

### Terceira temporada - 2009
Para a sua terceira temporada, reforçou-se trazendo aquele que é considerado o maior jogador canadense da atualidade, Dwayne De Rosario. E foi sob a liderança desse jogador que o Toronto FC obteve o primeiro título de sua história em 18 de junho de 2009: o Campeonato Canadense goleando o Montreal Impact por 6x1 com três gols de Dwayne De Rosario, dois do hondurenho Amado Guevara e um do estadunidense Chad Barrett. O técnico campeão foi o britânico Chris Cummins que substituiu John Carver (que se demitiu alegando razões pessoais). Essa conquista lhe valeu uma vaga para a disputa de seu primeiro campeonato internacional, a Liga dos Campeões da CONCACAF, temporada 2009-2010. Porém, não foi feliz em sua primeira participação sendo desclassificado ainda na fase preliminar pela equipe portoriquenha Puerto Rico Islanders. Não se classificou para os playoffs finais da MLS Cup, porém subiu de posição em relação aos anos anteriores. Ao final da temporada, o técnico Cummins foi substituído pelo técnico sérvio naturalizado estadunidense Preki.

### Quarta temporada - 2010
Na sua quarta temporada, agora sob o comando do técnico sérvio naturalizado estadunidense Preki, o Toronto conquistou pelo segundo ano consecutivo o Campeonato Canadense com uma rodada de antecedência e novamente se classificou para disputar a Liga dos Campeões da CONCACAF, temporada 2010-2011 na qual fez uma campanha melhor que no ano anterior na qual chegou à fase de grupos, mas não passou à fase seguinte.

### Quinta temporada - 2011
Na sua quinta temporada o Toronto conquistou pelo terceiro ano consecutivo o Campeonato Canadense ao bater na final o Vancouver Whitecaps por 2x1. O técnico foi o neerlandês Aron Winter. Com o resultado, novamente se classificou para disputar a Liga dos Campeões da CONCACAF, temporada 2011-2012, na qual chegou às quartas-de-finais igualando o Montreal Impact como a equipe canadense de melhor campanha nessa competição. Conquistou a sua primeira Trillium Cup ao superar o rival Columbus Crew em duas partidas, sendo um empate em 1x1 no BMO Field e uma goleada de 4x2 em pleno Columbus Crew Stadium.

### Sexta temporada - 2012

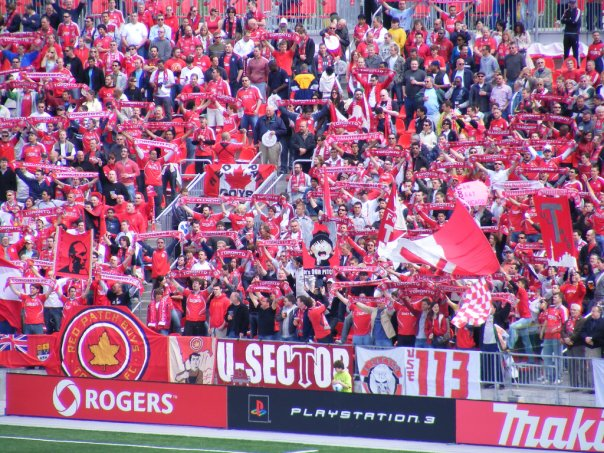
A torcida do Toronto FC vibrando com seu time

Na temporada 2011-2012 da Liga dos Campeões da CONCACAF, o Toronto chegou pela primeira vez às semifinais da competição ao derrotar o favorito Los Angeles Galaxy, de David Beckham, em plena Los Angeles, por 2x1, após empatar o primeiro jogo em casa por 2x2. Com o resultado, o Toronto tornou-se a primeira equipe do Canadá a chegar às semifinais dessa competição. Foi superado pelo clube mexicano Santos Laguna. No Campeonato Canadense, o Toronto conseguiu o tetracampeonato ao superar o Vancouver Whitecaps em duas partidas: 1x1 no jogo de ida e 1x0 na volta.

### Sétima temporada - 2013
O Toronto não fez uma boa temporada em 2013, pois, além de, novamente, não se classificar para os play-offs da MLS, ainda amargou o terceiro lugar no Campeonato Canadense.[carece de fontes?]

### Oitava temporada - 2014
Para ter um melhor desempenho na temporada de 2014, o Toronto trouxe de volta o ídolo Dwayne De Rosario e também contratou por empréstimo o goleiro da seleção brasileira Júlio César .  No ataque contrataram o atacante inglês Jermain Defoe que estava de saída dos Sprurs e o atacante Gilberto da Portuguesa. Conquistou nessa temporada sua segunda Trillium Cup.

### Nona temporada - 2015
Foi terceiro colocado no Campeonato Canadense de 2015.

### Décima temporada - 2016
Chegou à final MLS mas acabou sendo derrotado pelo Seattle Sonders nas grandes penalidades.

### Décima primeira temporada - 2017
Conquistou o 6° título canadense vencendo o Montreal Impact na decisão.
Foi campeão da Major League Soccer derrotando o Seattle Sounders na final,final que era uma "repetição" do ano passado, visto que, as duas equipas se encontraram na final de 2016 mas a vitória caiu para o lado dos S. Sounders nesse ano de 2016. 

### Décima segunda temporada - 2018
Chegou à final da Liga dos Campeões da CONCACAF  mas acabou sendo derrotado pelo Chivas de Guadalajara(Mex) nas grandes penalidades.   

## Títulos
| NACIONAIS               | NACIONAIS            | NACIONAIS | NACIONAIS                                       |
|                         | Competição           | Títulos   | Temporadas                                      |
| ----------------------- | -------------------- | --------- | ----------------------------------------------- |
|                         | MLS Cup              | 1         | 2017                                            |
|                         | Supporters' Shield   | 1         | 2017                                            |
| Canadá                  | Campeonato Canadense | 8         | 2009, 2010, 2011, 2012, 2016, 2017, 2018 e 2020 |
| REGIONAIS               |                      |           |                                                 |
|                         | Competição           | Títulos   | Temporadas                                      |
| Estados Unidos · Canadá | Conferência Leste    | 2         | 2016 e 2017                                     |

### Outros torneios
- Trillium Cup (4): 2011, 2014, 2016, 2017

### Outras campanhas de destaque
Internacionais
- Liga dos Campeões da CONCACAF 2º lugar - 2018
- Liga dos Campeões da CONCACAF: semifinais - 2011-2012

Nacionais
- Campeonato Canadense: 2º lugar - 2008 , 2014; 3º lugar - 2015
- Trillium Cup: 2º lugar - 2008, 2009, 2010, 2012, 2013

## Estatísticas de cada ano

### MLS
|            |    | Temporada | Temporada | Temporada | Temporada | Temporada | Temporada | Temporada |   | Playoffs | Playoffs | Playoffs | Playoffs | Playoffs   | Playoffs           | Playoffs |  |
| Ano        | V  | D         | E         | PTS       | GF        | GC        | SG        | G         | V | D        | E        | GF       | GC       | Resultados |                    |          |  |
| ---------- | -- | --------- | --------- | --------- | --------- | --------- | --------- | --------- | - | -------- | -------- | -------- | -------- | ---------- | ------------------ | -------- |  |
| 2007       | 6  | 17        | 7         | 25        | 25        | 49        | -24       | 0         | 0 | 0        | 0        | 0        | 0        | 0          | Não se classificou |          |  |
| 2008       | 9  | 13        | 8         | 35        | 34        | 43        | -9        | 0         | 0 | 0        | 0        | 0        | 0        | 0          | Não se classificou |          |  |
| 2009       | 10 | 11        | 9         | 39        | 37        | 46        | -9        | 0         | 0 | 0        | 0        | 0        | 0        | 0          | Não se classificou |          |  |
| 2010       | 8  | 11        | 7         | 31        | 25        | 30        | -5        | 0         | 0 | 0        | 0        | 0        | 0        | 0          | Não se classificou |          |  |
| 2011       | 6  | 13        | 15        | 33        | 36        | 59        | -23       | 0         | 0 | 0        | 0        | 0        | 0        | 0          | Não se classificou |          |  |
| 2012       | 5  | 21        | 8         | 23        | 36        | 62        | -26       | 0         | 0 | 0        | 0        | 0        | 0        | 0          | Não se classificou |          |  |
| 2013       | 6  | 17        | 11        | 29        | 30        | 47        | -17       | 0         | 0 | 0        | 0        | 0        | 0        | 0          | Não se classificou |          |  |
| MLS totais | 51 | 105       | 66        | 219       | 231       | 347       | -116      |           |   |          |          |          |          |            |                    |          |  |
|            |    |           |           |           |           |           |           |           |   |          |          |          |          |            |                    |          |  |

Média de público
Temporada regular/ Playoffs

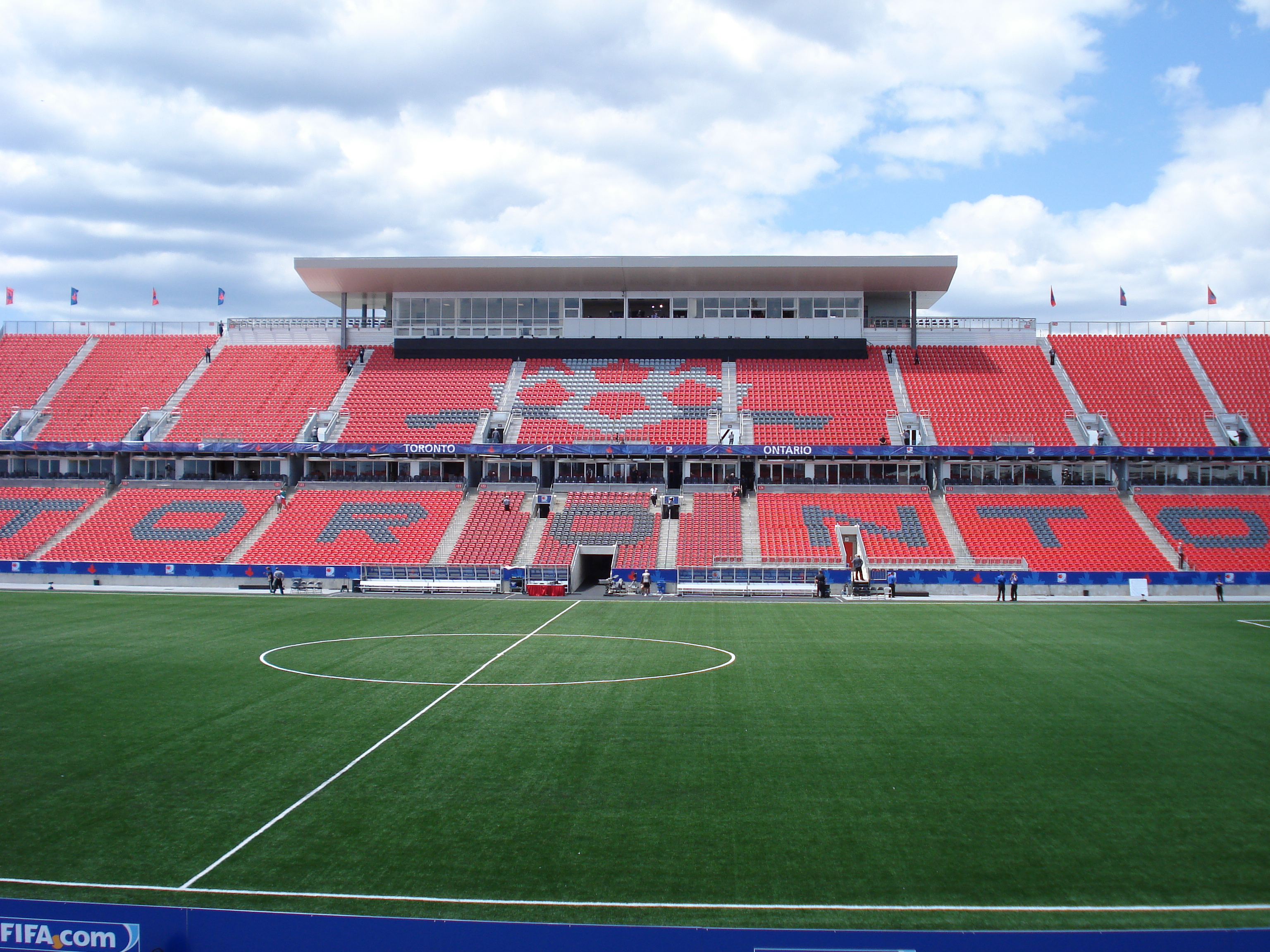
O estádio BMO Field, a casa do Toronto FC, em foto de 2007

- 2007: 20,134/ não disputou os playoffs
- 2008: 20,108/ não disputou os playoffs
- 2009: 20,308/ não disputou os playoffs
- 2010: 20,453/ não disputou os playoffs
- 2011: 20,267/ não disputou os playoffs
- 2012: 18,155/ não disputou os playoffs
- 2013: 18,131/ não disputou os playoffs

Média de todos os anos: 19,650

### Campeonato Canadense
|                  |   | Temporada | Temporada | Temporada | Temporada | Temporada | Temporada | Temporada                      |  |
| Ano              | V | D         | E         | PTS       | GF        | GC        | SG        | Resultados                     |  |
| ---------------- | - | --------- | --------- | --------- | --------- | --------- | --------- | ------------------------------ |  |
| 2008             | 1 | 1         | 2         | 5         | 4         | 4         | 0         | Vice-campeão (Montreal Impact) |  |
| 2009             | 3 | 1         | 0         | 9         | 8         | 3         | 5         | Campeão                        |  |
| 2010             | 2 | 0         | 2         | 8         | 3         | 0         | 3         | Campeão                        |  |
| 2011             | 3 | 0         | 1         | 10        | 7         | 2         | 5         | Campeão                        |  |
| 2012             | 2 | 0         | 2         | 8         | 4         | 1         | 3         | Campeão                        |  |
| 2013             | 1 | 1         | 0         | 3         | 2         | 6         | -4        | Semifinal (Montreal Impact)    |  |
| 2014             | 1 | 2         | 1         | 4         | 4         | 5         | -1        | Vice-campeão (Montreal Impact) |  |
| Canadense totais | 4 | 9         | 8         | 47        | 32        | 21        | 11        |                                |  |

### Liga dos Campeões da CONCACAF
|                 |    | Temporada | Temporada | Temporada | Temporada | Temporada | Temporada | Temporada                               |  |
| Ano             | V  | D         | E         | PTS       | GF        | GC        | SG        | Resultados                              |  |
| --------------- | -- | --------- | --------- | --------- | --------- | --------- | --------- | --------------------------------------- |  |
| 2009            | 0  | 1         | 1         | 1         | 0         | 1         | -1        | Fase preliminar (Puerto Rico Islanders) |  |
| 2010            | 3  | 2         | 3         | 12        | 8         | 9         | -1        | Fase de grupos                          |  |
| 2011            | 5  | 2         | 1         | 16        | 11        | 9         | 2         | Semifinais (Santos Laguna)              |  |
| 2012            | 3  | 3         | 2         | 11        | 16        | 15        | 1         | Fase de Grupos                          |  |
| Concacaf totais | 11 | 8         | 7         | 40        | 35        | 34        | 1         |                                         |  |

## Uniformes

### 1º Uniforme
| 2007–2008 | 2009–2010 | 2011–2012 | 2013–2014 | 2015–2016 | 2017–2018 | 2019–2020 | 2021–2022 | 2023– |

### 2º Uniforme
| 2007–2008 | 2009–2010 | 2011–2012 | 2013 | 2014–2015 | 2016–2017 | 2018–2019 | 2020–2021 | 2022–2023 |

### 3º Uniforme
| 2009–2010 | 2023– |

### Uniforme Alternativo
| 2016–2017 |

## Elenco atual
- Atualizado em 04 de abril de 2025.[carece de fontes?]

Legenda
- : Capitão
- : Jogador lesionado

## Jogadores históricos

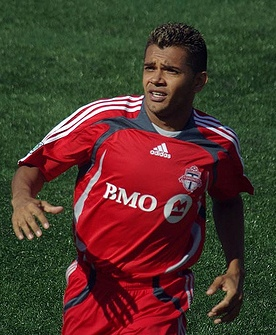
O hondurenho Amado Guevara, um dos principais jogadores da história do Toronto FC

Canadenses e Yankees
- Antony Lineker
- Greg Sutton
- Jim Brennan
- Dwayne De Rosario
- Ali Gerba
- Chad Barret
- Maurice Edu
- Michael Bradley

Estrangeiros
- Júlio César
- Maicon Santos
- Paulo Nagamura
- Danny Dichio
- Jermain Defoe
- Ronnie O'Brien
- Torsten Frings
- Mista
- Amado Guevara
- Sebastian Giovinco

## Principais artilheiros

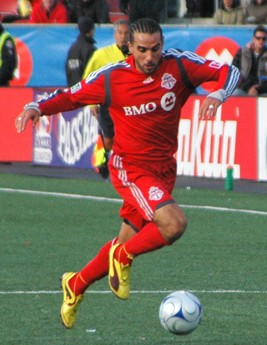
O canadense Dwayne De Rosario é o segundo maior artilheiro da história do Toronto FC, com 33 gols marcados

O italiano Sebastian Giovinco foi o primeiro jogador do Toronto FC a ser artilheiro da MLS Supporters' Shield, em 2015, com 22 gols marcados

- Sebastian Giovinco: 39? 48? gols (2015-)
- Dwayne De Rosario: 33 gols (2009-2011)
- Chad Barret: 21 gols (2008-2011)
- Danny Dichio: 14 gols (2007-2009)
- Maicon Santos: 14 gols (2010-2011)
- Jermain Defoe: 12 gols (2014-2015)
- Amado Guevara: 11 gols (2008-2009)

## Artilheiros em competições oficiais
Rohan Rickets
- Campeonato Canadense: 2008 (2 gols*)

 Dwayne De Rosario
- Campeonato Canadense: 2009 (3 gols); 2010 (1 gol**)

 Chad Barret
- Campeonato Canadense: 2010 (1 gol**)

 Maicon Santos
- Campeonato Canadense: 2011 (3 gols)

 Sebastian Giovinco
- MLS Supporters' Shield: 2015 (22 gols***)

* dividido com outros dois jogadores.

** dividido com outros cinco jogadores.

*** dividido com outros dois jogadores.

## Capitães da equipe
| Período        | Jogador           |
| -------------- | ----------------- |
| 2007–2010      | Jim Brennan       |
| 2010–2011      | Dwayne De Rosario |
| 2011           | Maicon Santos     |
| 2011–2012      | Torsten Frings    |
| 2013           | Darren O'Dea      |
| 2013- presente | Steven Caldwell   |

## Treinadores
- Mo Johnston: 2007
- John Carver: 2008-2009
- Chris Cummins: 2009
- Preki: 2009-2010
- Aron Winter: 2011-2012
- Paul Mariner: 2012-2013
- Ryan Nelsen: 2013-2014
- Greg Vanney: 2014-

## Rivalidade
O Toronto forma junto ao Montreal Impact o Clássico Canadense, sendo o maior clássico do futebol canadense.